# Illa dels Dimonis

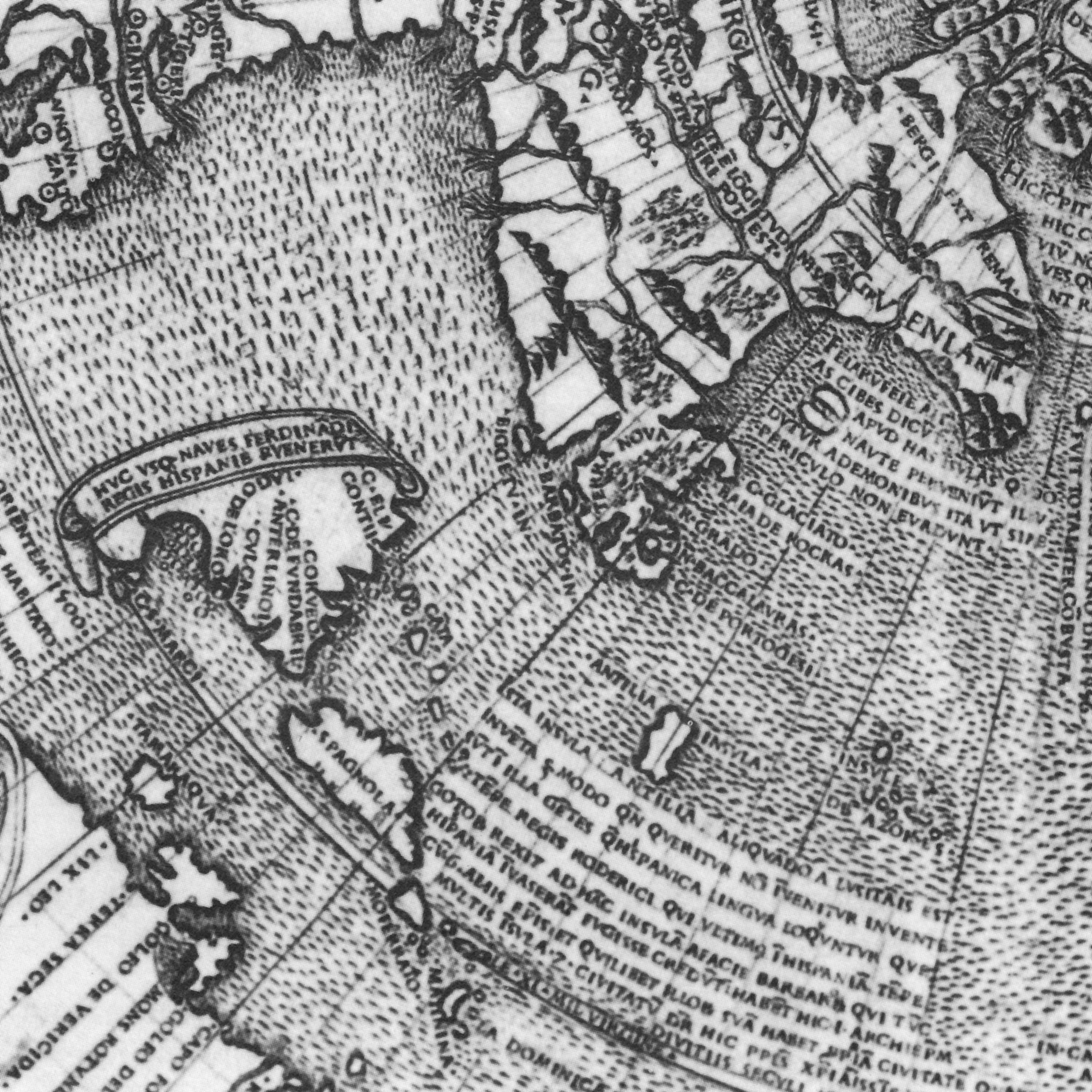
Detall del planisferi de Ruysch amb les dues petites illes dels dimonis enfrontades a la badia que es forma entre Groenlàndia i Terranova

L'illa dels Dimonis és una illa llegendària que s'ha situat generalment en les proximitats de Terranova i la península de Labrador, a la costa atlàntica del Canadà.
L'illa era representada com un parell d'illes estretament unides, tal com passa en la realitat amb Saint-Pierre i Miquelon, però la ubicació en difereix, ja que la suposada illa dels Dimonis apareix en la cartografia gairebé sempre al nord de Terranova. Va començar a aparèixer en la cartografia a inicis del segle xvi i va cessar de figurar-hi al segle xvii.
El nom li va ser donat perquè se la suposava habitada per bèsties salvatges i per dimonis que atreien els navegants, per després devorar-los.
Al planisferi imprès per Johann Ruysch el 1507, un dels primers a recollir els descobriments espanyols i portuguesos al nou món i d'enorme influència pel nombre de les seves còpies, apareixen al sud-oest de Grenlàndia i nord-est de Terranova dues petites illes en forma de lluna creixent, amb una inscripció en la qual s'adverteix: «es diu que els que arriben en vaixell a aquestes illes buscant peixos i altres aliments, són enganyats pels dimonis perquè no puguin desembarcar-hi sense perill».